# Il bandito senza nome
Il bandito senza nome (Somewhere in the Night) è un film statunitense del 1946 diretto da Joseph L. Mankiewicz.
È un film noir basato sul racconto The Lonely Journey di Marvin Borowsky. Una versione radiofonica del film, interpretata da John Hodiak e Lynn Bari, fu trasmessa nella serie antologica Lux Radio Theatre, il 3 marzo 1947.

## Trama
Dopo tre anni trascorsi al fronte durante la seconda guerra mondiale, il soldato George Taylor, rimasto gravemente ferito dall'esplosione di una granata, rientra negli Stati Uniti.
Sofferente di amnesia, George cerca di recuperare la sua vecchia identità seguendo una traccia lasciata dal misterioso signor Larry Cravat. Esaminando i documenti che ha ritrovato nel proprio portafoglio, viene a sapere che un amico di nome Larry Cravat ha depositato per lui in banca un'ingente somma di denaro.
Quando cerca di prelevare il denaro, nota gli atteggiamenti sospettosi dell'impiegato di banca e fugge finendo in un night club di Los Angeles. Perseguitato da loschi individui, il suo tentativo di rintracciare il misterioso Cravat a poco a poco lo coinvolge in un complotto in cui un'ingente quantità di denaro è stata illegalmente inviata ad un paese nazista e diversi omicidi sono stati commessi da persone che volevano rubare quel denaro. George scopre che lui e Larry Cravat sono sospettati della paternità di questi crimini.

## Produzione
Il film, diretto da Joseph L. Mankiewicz su una sceneggiatura di Howard Dimsdale e Joseph L. Mankiewicz con il soggetto di Marvin Borowsky, fu prodotto da Twentieth Century Fox Film Corporation e girato nei 20th Century Fox Studios a Century City e a Bunker Hill, nella Downtown di Los Angeles (per le scene nella residenza di Conroy) in California dal 21 dicembre 1945 al 24 gennaio 1946.

## Distribuzione
Il film fu distribuito negli Stati Uniti dal 1º giugno 1946 al cinema dalla Twentieth Century Fox. È stato poi pubblicato in DVD negli Stati Uniti dalla stessa Twentieth Century Fox nel 2005.
Alcune delle uscite internazionali sono state:
- in Svezia il 23 settembre 1946 (Jagad i natten)
- in Spagna il 13 marzo 1947 (Solo en la noche)
- in Finlandia il 7 novembre 1947 (Takaa-ajettuna yössä)
- in Portogallo il 4 maggio 1948
- in Francia il 2 giugno 1948 (Quelque part dans la nuit)
- in Danimarca l'8 luglio 1964 (Et sted i mørket, in prima TV)
- in Germania Ovest il 27 ottobre 1977 (Irgendwo in der Nacht, in prima TV)
- in Belgio (Ergens in de nacht)
- nei Paesi Bassi (Ergens in het duister)
- in Grecia (Kapou mes' ti nyhta)
- in Portogallo (Uma Aventura na Noite)
- in Italia (Il bandito senza nome)

## Critica
Secondo il Morandini il film è un noir "piuttosto aggrovigliato e un po' verboso" che si avvale però di alcune scene girate in notturna che risultano "assai suggestive" e di una serie azzeccata di personaggi minori "tra cui spicca quello del tedesco Fritz Kortner". Paolo Mereghetti, nel suo Dizionario dei Film, lo definisce "uno dei noir più affascinanti e meglio girati del periodo".